# Canton de Montmirail (Sarthe)
Pour les articles homonymes, voir Canton de Montmirail.
Le canton de Montmirail est une ancienne division administrative française située dans le département de la Sarthe et la région Pays de la Loire.

## Géographie
Ce canton était organisé autour de Montmirail dans l'arrondissement de Mamers. Son altitude variait de 75 m (Saint-Maixent) à 251 m (Gréez-sur-Roc) pour une altitude moyenne de 174 m.

## Histoire
Créé lors de la Révolution, le canton se compose de communes des anciennes provinces du Perche (Montmirail, Melleray, Champrond et parfois Saint-Ulphace) et du Maine (Lamnay, Gréez-sur-Roc, Saint-Maixent, Saint-Jean-des-Échelles et Courgenard).

## Représentation

### Conseillers d'arrondissement (de 1833 à 1940)
| Période                                  | Période      | Identité               | Étiquette | Qualité |
| ---------------------------------------- | ------------ | ---------------------- | --------- | --- |
| 1833                                     |              | M. Mesnager            |           | Chef de bataillon de la Garde nationale, propriétaire à Montmirail                                          |
|                                          |              |                        |           | |
|                                          | 1884 (décès) | Léon Sorin (1823-1884) |           | Propriétaire à Saint-Maixent                                                                                |
| 1884                                     |              | Alphonse Eléonor Baron |           | Suppléant du juge de paix, conseiller municipal de Montmirail                                               |
|                                          |              |                        |           | |
| 1919                                     |              | Charles Rivet          | RG        | Maire de Montmirail                                                                                         |
| 1940                                     |              |                        |           | Les conseils d'arrondissement ont été suspendus par la loi du 12 octobre 1940 et n'ont jamais été réactivés |
| Les données manquantes sont à compléter. |              |                        |           | |

### Conseillers généraux de 1833 à 2015
| Période | Période      | Identité                                       | Étiquette          | Qualité |
| ------- | ------------ | ---------------------------------------------- | ------------------ | --- |
| 1833    | 1842 (décès) | Marcel Le Pesant de Boisguilbert (1799-1842)   |                    | Ancien officier de cavalerie, propriétaire à Montmirail |
| 1842    | 1863 (décès) | Baron Laurent Gilles François Mahot de Gémasse |                    | Ancien lieutenant de gendarmerie, propriétaire du château de Gémasse, maire de Saint-Ulphace |
| 1863    | 1875 (décès) | Respice Drouin                                 |                    | Maire de Montmirail (1859-1875) |
| 1875    | 1877         | Charles Eugène Bory                            | Droite             | Maire de Lamnay |
| 1877    | 1885 (décès) | Narcisse Barbay                                | Républicain        | Maire de Montmirail (1878-1885) |
| 1885    | 1895         | Robert Gasselin                                | Droite             | Commandant l'artillerie de la deuxième division de cavalerie à Lunéville, propriétaire à Saint-Jean-des-Échelles                                                                                               |
| 1895    | 1909 (décès) | Georges Le Chevalier                           | Républicain        | Avocat, sénateur (1903-1909), ancien préfet, ministre plénipotentiaire honoraire, propriétaire à Saint-Maixent, président du conseil général (1903-1909)                                                       |
| 1909    | 1919         | Auguste Ferrand                                |                    | Maire de Melleray |
| 1919    | 1940         | Jean Montigny                                  | Rad. puis Rad.ind. | Avocat à la Cour de Paris, maire de Chantenay, député (1924-1942) |
|         |              |                                                |                    | |
| 1943    | 1945         | Clément Boulmer                                | Rad. ind.          | Conseiller d'arrondissement, maire de Saint-Maixent, nommé conseiller départemental en 1943 |
|         |              |                                                |                    | |
| 1945    | 1951         | Clément Boulmer                                | Rad. ind.          | Conseiller municipal, notaire à Saint-Maixent |
| 1951    | 1958         | Henri Besnard                                  | Rad.               | Maire de Montmirail (1945-1977) |
| 1958    | 1994         | Pierre Lardeyret                               | RI puis UDF-PR     | Médecin |
| 1994    | 2008         | Guy Lardeyret                                  | UDF puis UMP       | Maire de Gréez-sur-Roc (1995-2001) |
| 2008    | 2015         | Dominique Le Mèner                             | UMP                | Juriste, vice-président du conseil général, député (2002-2017), conseiller municipal de Montmirail et depuis 2015, président du conseil départemental de la Sarthe, élu en 2015 dans le canton de Saint-Calais |

Aujourd'hui, le canton est rattaché à la communauté de communes du Val de Braye. Il est considéré comme le parent pauvre de celle-ci[réf. nécessaire], le centre des décisions étant plutôt du côté de Vibraye, Lavaré et Dollon.
Le canton participe à l'élection du député de la cinquième circonscription de la Sarthe.

## Composition

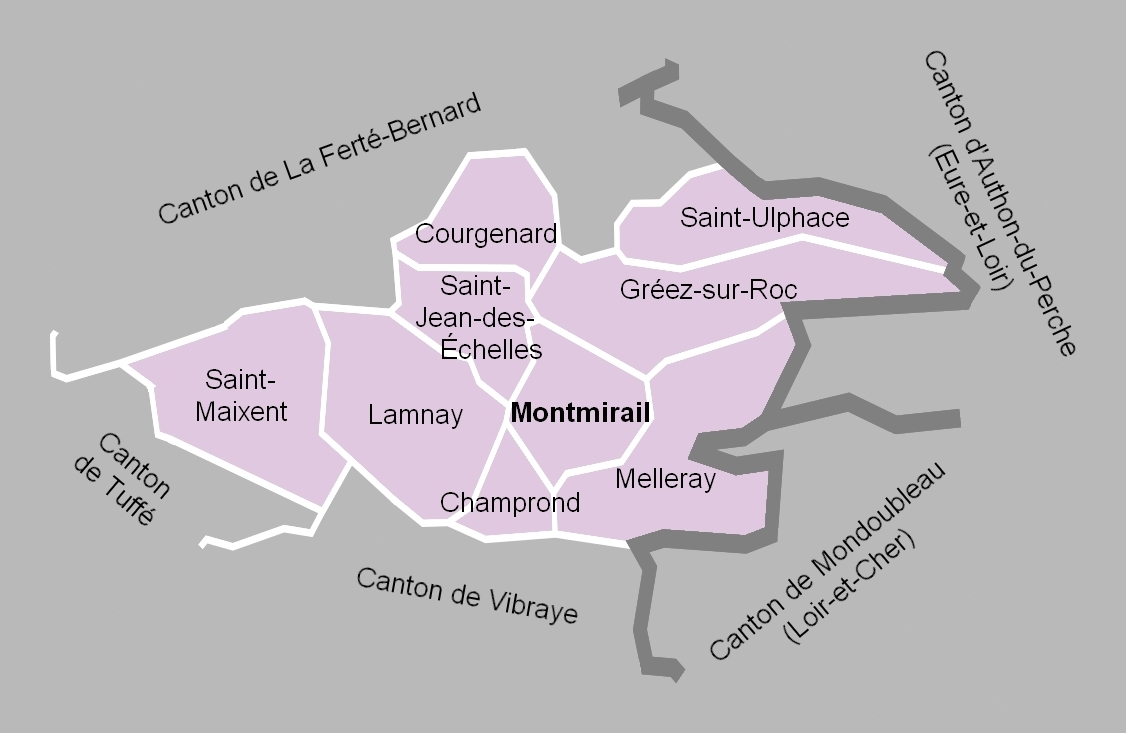
La carte des communes du canton. Les cantons limitrophes étaient ceux de La Ferté-Bernard, d'Authon-du-Perche, de Mondoubleau, de Vibraye et de Tuffé.

Le canton de Montmirail comptait 4 000 habitants en 2012 (population municipale) et regroupait neuf communes :
- Champrond ;
- Courgenard ;
- Gréez-sur-Roc ;
- Lamnay ;
- Melleray ;
- Montmirail ;
- Saint-Jean-des-Échelles ;
- Saint-Maixent ;
- Saint-Ulphace.

À la suite du redécoupage des cantons pour 2015, toutes les communes sont rattachées au canton de Saint-Calais.
La commune de Saint-Quentin, absorbée en 1841 par Saint-Maixent, était la seule commune supprimée, depuis la création des communes sous la Révolution, incluse dans le territoire du canton de Montmirail.

## Démographie
| 1962  | 1968  | 1975  | 1982  | 1990  | 1999  | 2006  | 2011  | 2012  |
| ----- | ----- | ----- | ----- | ----- | ----- | ----- | ----- | ----- |
| 4 806 | 4 395 | 3 921 | 3 460 | 3 548 | 3 696 | 3 957 | 4 031 | 4 000 |